# Pierre-Louis Moreau de Maupertuis
Pierre-Louis Moreau de Maupertuis, francoski matematik, astronom, filozof in prirodoslovec, * 17. julij 1698, Saint Malo, Bretanija, Ille-et-Vilaine, Francija, † 27. julij 1759, Basel, Švica.

## Življenje in delo
Del svoje mladosti je de Maupertuis preživel kot mušketir. Leta 1723 je postal profesor matematike na Francoski akademiji znanosti (Académie des sciences). Leta 1728 je obiskal Anglijo, kjer so ga izvolili v Kraljevo družbo. Takrat je tudi začel občudovati pravkar umrlega Newtona. Priložnost, da to pokaže, se mu je ponudila leta 1736, ko so mu zaupali vodstvo geodetske odprave in je skupaj s Clairautom, Camusom, Le Monnierom, Celsiusom in Outhierom odpotoval v Laponsko (Lapland, Laponija) v povezavi z odpravo Bouguera in de La Condaminea leta 1735 na ekvator v Peru. Obe odpravi naj bi merili dolžino poldnevniške (meridianske) stopinje in s tem izmerili in dokazali sploščenost Zemlje. Uspešen izid odprav bi pomenil novo potrditev Newtonove teorije. Descartesovi pristaši so trdili, da je Zemlja na polih podaljšana, Newtonovi pa, da je sploščena. Cassini in njegov sin J. Cassini sta od leta 1700 do 1720 premerila poldnevniški lok v Franciji in podprla prvo stališče. Maupertuisova odprava je opravila nalogo mnogo hitreje kot La Condamineove v Peruju, toda niti približno tako natančno. Vendar pa sta obe zavrgli stališče Descartesovih pristašev. Maupertuis je za odpravo zbral zelo mlade sodelavce. Clairautu je bilo tedaj 23 let, Camus je bil nekoliko starejši, Le Monnier pa še mlajši. Odprava akademikov je bila videti bolj kakor šolski izlet. Poleg teh 4. akademikov sta se je udeležila še kartograf, opat Outhier in na Švedskem se jim je kot prevajalec pridružil tudi Celsius. Omikani in vedoželjni Outhier je po vrnitvi izdal potni dnevnik, v katerem si je dan za dnem zapisoval podatke o delu odprave. Odpotovali so iz Pariza 20. aprila 1736 in prispeli do Torneälva na severu Skandinavije v začetku julija. Ta kraj iz nekaj lesenih hiš na skrajnem južnem koncu poldnevniškega odseka, ki so ga morali izmeriti. Na severu se raztezajo brezmejni laponski gozdovi, za katere niso imeli niti približnega zemljevida. Najti so morali vzpetine, na katere bi lahko postavili merske naprave, da bi naredili mrežo trikotnikov, podobno Picardovi, čeprav v dosti težjih okoliščinah. Na srečo teče reka Torneälv s severa proti jugu, in če so le vedeli, kje so njene brzice, so lahko pluli po njej. Maupertuis je kupil losjo kožo za 'spanje na tleh' in najel nekaj domačinov za vodnike, nosače, veslače in celo za drvarje, kadar je bilo treba posekati drevje, ki je oviralo pogled pri meritvah vrh gora. 7. julija je njegovo ladjevje z dragocenimi napravami in za preživetje z najpomembnejšimi rečmi odplulo po reki. 6. tednov pozneje so kljub gozdovom, močvirjem in nadležnim laponskim komarjem postavili mrežo trikotnikov. Na severnem krajišču poldnevniškega loka, ki so ga morali izmeriti, pa je ob reki zaselek Kittis. Tam je kupil skedenj in so ga prenesli na vrh gore. Ta bi služil kot usmerjevalna točka. Zraven naj bi postavili veliki sekstant, s katerim so morali določiti lego navpičnice v Kittisu glede na zvezde. Zato so morali sezidati oporni steber. S seboj ni pozabil vzeti niti cementa. Nujno potrebna je bila tudi dobra vidljivost zvezd, nebo pa se tam razjasni le nekaj noči sredi oktobra. Tako so imeli le 4 dni časa, da se vrnejo v Torneälv, preden bi reka popolnoma zamrznila. Sekstant so prestavili na drug steber, da so določili navpičnico iz Torneälva in pripravili palice, da so izmerili osnovnico trikotniškega sestava, razdaljo 10 km po zamrznjeni rečni gladini. S seboj je vzel za meritve seženj dolgo železno palico in Réaumurjev termometer. Ta železna palica je merila 1 seženj samo v sobi, kjer je Réaumurjev termometer kazal 15 stopinj. Zato so morali sobo, kjer je Camus rezal lesene drogove, segreti na to temperaturo. Da dolžna ni presegla debeline tankega lista papirja, je moral na vsak konec palice zabiti žebelj in mu previdno odpiliti glavico. 20. decembra so se na saneh odpeljali izmerit osnovnico. Bilo je minus 20 stopinj Celzija, zaledenelo reko je pokrivala 60 cm debela plast snega, Sonce je vzhajalo okoli poldneva in zahajalo uro pozneje. Kljub temu so v enem tednu izmerili osnovnico in razlika med obema izmerkoma je bila 4 palce, okoli 10 cm. Vrnili so se v Torneälv. Zdaj so morali le še računati. To pa ni bilo težko, še posebej za Clairauta ne. V nekaj dneh so dobili rezultat. 1 stopinja poldnevnika na Laponskem meri 57395 sežnjev. Zemlja je na tečajih res sploščena. 2. leti kasneje je perujska odprava, potem ko je morala premagati velikanske ovire, dobila povsem enake rezultate. Ko sta se Maupertuis leta 1738 in Bouguer leta 1749 iz Peruja vrnila v Francijo, sta objavila svoje izsledke v delu La Figure de la Terre. Poleg teoretičnih dokazov so v obeh delih natančni zemljevidi mreže trikotnikov, ki so jo uporabili na Laponskem ob reki Torneälv in v Quitu, ki je tedaj spadal pod Peru, pozneje pa postal prestolnica Ekvadorja. V zvezi s tem odkritjem je Maupertuisa zaradi zaslug pruski kralj Friderik II. Veliki leta 1741 (1744) poklical v Berlin za člana Pruske akademije znanosti, kjer je leta 1745 (1746) postal njen predsednik.
Leta 1743 so ga izvolili v francosko Akademijo znanosti. Po značaju je bil prepirljiv in nepriljubljen. Pomembna so tudi njegova dela o paralaksi Lune in o navtični astronomiji. Leta 1744 je oblikoval načelo najmanjše akcije. Z Voltaireom je bil glede tega v hudem sporu. Načelo, ki ga je kasneje izpopolnil Hamilton, naj bi dokazovalo, da narava izbira najbolj varčno pot pri gibanju teles, svetlobnih žarkov, itd. Načelu je Maupertuis pripisoval globok pomen. Iz njega je izpeljal nekatere teološke posledice in se zapletel v spor z nekaterimi matematiki, ki jih je Voltaire leta 1752 osmešil v knjigi Diatrib doktorja Akakie, papeževega zdravnika, čeprav je Maupertuisa podpiral tudi Euler, ki je leta 1744 zasledoval podobno načelo. Seveda je Maupertuis spor izgubil. Voltaire je bil v besednih bojih nepremagljiv. Pred Voltaireovim posmehovanjem se je Maupertuis umaknil v Basel, kjer se je pridružil Newtonovim pristašem v sporu proti Leibnitzu za prvenstvo pri odkritju infinitezimalnega računa in izdelavi matematične analize. Na celini je bil glede tega v manjšini. Ta spor je najbrž tudi pospešil njegovo smrt. Vendar sta imela oba, Mauperius in Voltaire, velike zasluge za to, da se je Newtonova mehanika razširila tudi po Franciji. Oba sta se dlje časa mudila v Angliji in oba sta pisala o Newtonovi teoriji. Maupertuis je leta 1728 obravnaval planetne tire s težnostjo Sonca, Voltaire pa je leta 1734 objavil Filozofska pisma Angležem in leta 1738 Elemente Newtonove filozofije. Maupertuis se je zelo zavzemal za načelo najmanjše akcije, če akcijo sestavlja zmnožek mase m, hitrosti v in poti s telesa. Pogosto mu rečejo tudi načelo najmanjše nuje ali napora. Izhajal je iz prepričanja, da naj bi narava služila nekemu namenu in naj bi vse naredila s čim manjšim naporom. Načelo naj bi bilo zelo splošno in naj bi povezovalo vse dele fizike. Zato ga je poskušal uporabiti za kar se da različne primere. Pri popolnoma neprožnem trku je telesoma priredil poti, ki sta sorazmerni s hitrostima {\displaystyle v-v_{1}} in {\displaystyle v-v_{2}}, če sta {\displaystyle v_{1}} začetna hitrost telesa z maso {\displaystyle m_{1}} in {\displaystyle v_{2}} začetna hitrost telesa z maso {\displaystyle m_{2}} ter v končna hitrost teles. Akcijo je v tem primeru sestavil kot {\displaystyle m_{1}(v-v_{1})^{2}+m_{2}(v-v_{2})^{2}} in iz zahteve, da je najmanjša, izpeljal enačbo:
{\displaystyle v={m_{1}v_{1}+m_{2}v_{2} \over m_{1}+m_{2}}\!\,.}
Pri prožnem trku je zahtevi, da je akcija {\displaystyle m_{1}(v_{a}-v_{1})^{2}+m_{2}(v_{b}-v_{2})^{2}} najmanjša, dodal še enačbo za ohranitev relativne hitrosti {\displaystyle v_{1}-v_{2}=v_{a}-v_{b}}, da sta spremembi končnih hitrosti enaki {\displaystyle \delta v_{a}=\delta v_{b}}. Pri vzvodu je ročici vzel za dani in iskal lego osi. Poti in hitrosti naj bi bili sorazmerni z ročicama {\displaystyle r_{1}} in {\displaystyle r_{2}}. Akcijo je zapisal kot {\displaystyle m_{1}r_{1}^{2}=m_{2}r_{2}^{2}} in iz zahteve, da je najmanjša in z enačbo {\displaystyle \delta r_{1}+\delta r_{2}=0} dobil pogoj {\displaystyle m_{1}r_{1}=m_{2}r_{2}}. Pri lomu se je motil, njegov račun pri trkih in vzvodu pa je bil dokaj samovoljen. Euler se je zavzel za Maupertuisa, ko se je znašel v težavah. Leta 1753 je potrdil, da je Maupertuis odkril načelo najmanjše akcije. Maupertuis pa mu je priznal zasluge za njegovo obliko načela.

## Dela
- Sur la figure de la terre (Pariz, 1738)
- Discours sur la parallaxe de la lune (Pariz, 1741)
- Discours sur la figure des astres (Pariz, 1742)
- Elements de la geographie (Pariz, 1742)
- Lettre sur la comete de 1742 (Pariz, 1742)
- Astronomic nautique (Pariz, 1745, 1746)
- Venus physique (Pariz, 1745)
- Essai de cosmologie (Amsterdam, 1750)